# Emil Christian Hansen
Pour les articles homonymes, voir Hansen.
 (avril 2021).
Si vous disposez d'ouvrages ou d'articles de référence ou si vous connaissez des sites web de qualité traitant du thème abordé ici, merci de compléter l'article en donnant les références utiles à sa vérifiabilité et en les liant à la section « Notes et références ».
Emil Christian Hansen est un mycologue danois, né le 8 mai 1842 à Ribe et mort le 27 août 1909.
Il étudie l’art à Copenhague avant d’étudier les sciences. Il dirige à partir de 1879 le département de physiologie de l’Institut Carlsberg. Hansen étudie les champignons et perfectionne leur culture.